# NGC 241
NGC 241 est un amas ouvert dans le Petit Nuage de Magellan (PNM) situé dans la constellation du Toucan. NGC été découvert par l'astronome britannique John Herschel en 1834. Herschel a observé de nouveau cet objet le 12 août 1834. Cette observation a été inscrite au New General Catalogue sous la désignation NGC 242.
NGC 241 est à peu près à la même distance de nous que le PNM, soit 199 000 années-lumière.